# Parti national « Liberté et Dignité »
 (juin 2014).
Si vous disposez d'ouvrages ou d'articles de référence ou si vous connaissez des sites web de qualité traitant du thème abordé ici, merci de compléter l'article en donnant les références utiles à sa vérifiabilité et en les liant à la section « Notes et références ».
Le Parti national « Liberté et Dignité » (en bulgare, Народна партия „Свобода и достойнство“ (НПСД) est un parti politique bulgare fondé le 1er décembre 2012.
Il fait partie de la coalition Bloc réformateur.